# 존 마가로
존 로버트 마가로(영어: John Robert Magaro 존 로버트 머가로[*], 1983년 2월 16일 ~ )는 미국의 배우이다. 《낫 페이드 어웨이》(2012), 《빅쇼트》(2015), 《캐롤》(2015), 《퍼스트 카우》(2019), 《쇼잉 업》(2022), 《패스트 라이브즈》(2023) 등으로 잘 알려져 있다.

## 출연 작품

### 영화
- 낫 페이드 어웨이 (2012, Not Fade Away)
- 언브로큰 (2014) - 팅커 역
- 빅쇼트 (2015)
- 캐롤 (2015)
- 퍼스트 카우 (2019)
- 더 매니 세인츠 오브 뉴어크 (2021)
- 쇼잉 업 (2022)
- 패스트 라이브즈 (2023) - 아서 역